# Au bout de l'amour
Pour les articles homonymes, voir The Girl Next Door.
Au bout de l'amour ou Meurtrière par amour (The Girl Next Door) est un téléfilm anglo-américain réalisé par David Greene et diffusé en 1998 à la télévision.

## Synopsis
un demoiselle se rend dans une chapelle pour se confesser et le pretre signale qu'il faut expliquer avec la police.

## Fiche technique
- Scénario : Mel Frohman et Russ Firestone
- Durée : 87 min
- Pays :  Angleterre et  États-Unis
- genre : Drame

## Distribution
- Tracey Gold (VF : Isabelle Ganz) : Anne 'Annie' Nolan
- Tom Irwin (VF : Alain Courivaud) : Craig Mitchell
- Sharon Gless (VF : Michèle Bardollet) : Docteur Gayle Bennett
- Michael Dorn : Lieutenant Steve Driscoll
- Mark Camacho : Détective Levine
- Brigid Tierney : Alissa Mitchell
- Mitchell David Rothpan : Dougie Mitchell
- Gillian Ferrabee : Wendy Mitchell
- Stephanie Bauder : Christine / Julie
- Danny Gilmore : Kyle Meechum
- John Koensgen : Révérend Ryan
- Teddy Lee Dillon : Eric / Enrico
- Manuel Tadros : Carlo
- Sonja Ball : Présentatrice radio
- Gregory Calpakis : Enrico
- Derek Johnston : Tom
- Sabine Karsenti : Julie
- Patrick Labbé : Ken
- Donovan Reiter : Officier de police locale
- David Siscoe : Le technicien
- Gilles Tanguay : Croupier au black jack